# Свети Павел (Агиос Павлос, 2013)
Вижте пояснителната страница за други значения на Свети Павел.
„Свети Павел“ (на гръцки: Αγίου Παύλου) е православна църква в македонския град Солун, Гърция, енорийски храм на Солунската епархия на Вселенската патриаршия, под управлението на Църквата на Гърция.

## История
Храмът е разположен в квартала Кастра, близо до Солунското благотворително дружество, на хълм южно над едноименната махала Агиос Павлос с изглед към града и Солунския залив. Основният камък е положен на 8 юни 1981 година от митрополит Пантелеймон II Солунски и е открита от същия епископ на 2 ноември 1997 година. Изградена е върху парцел с площ от 4400 m2, дарен от Солунското благотворително дружество през 1980 г. До 1992 година енорията е с център друг храм, на около 100 m северно от сегашния, който през 1988 г. общината смята да разруши, но след намесата на министъра на Северна Гърция Стельос Папатемелис е запазен.

## Архитектура
В архитектурно отношение църквата е кръстокуполен храм, който преминава в ротонда, дело на архитект Димитриос Христидис. Сградата е триетажна поради наклона на терена, с обща височина 38 m и площ на сутерена 600 m2, а на етажите 1200 m2. Идеята за трите етажа е дело на инженер Сотирис Кувелас. В сградата има 6 училищни стаи, 2 церемониални зали и зала за неделно училище.
В църквата се пазят мощи от Свети Павел, както и ценна икона на Света Богородица от неизвестен автор, датирана 14 февруари 1881 г.